# Artur Müller
Artur Müller, Pseudonym Arnolt Brecht (* 26. Oktober 1909 in München; † 11. Juli 1987 ebenda), war ein deutscher Schriftsteller und Dramaturg. Er verfasste vor allem Schauspiele, Erzählungen, Sachbücher und Hörfunk- und Fernsehbeiträge. In den 1950er Jahren arbeitete er leitend beim Hessischen Fernsehen.

## Leben
Der Sohn eines Handwerkers lernte Buchhändler und trat der KPD bei. Ab 1933 verbüßte er je acht Monate Haft und KZ wegen „Beihilfe zum Hochverrat“. Seit 1936 schriftstellerisch tätig, veröffentlichte er allerdings auch „Kriegsliteratur“. 1939 wurde er zur Wehrmacht eingezogen, wo er rangloser Gebirgsjäger blieb. 1944 war Müller im bayerischen antifaschistischen Widerstand aktiv; als Folge wurde er 1945 in Abwesenheit zum Tod verurteilt. 1949–1953 arbeitete er als Dramaturg im Verlag Kurt Desch und am Bayerischen Staatsschauspiel in München. Von 1953 bis 1958 war er Programmdirektor des Hessischen Fernsehens in Frankfurt am Main, anschließend Freier Mitarbeiter des SDR-Fernsehens. Er schrieb nun vorwiegend Hör- und Fernsehspiele sowie Sachbücher. Besonders erfolgreich war seine vierzehnteilige Fernsehdokumentation Das Dritte Reich (1960/61), die ihm 1964, nach einer Wiederholung der Ausstrahlung, gemeinsam mit Heinz Huber den erstmals verliehenen Adolf-Grimme-Preis eintrug. Schon 1950 war Müller für sein 1848er-Drama Im Namen der Freiheit der Literaturpreis des Verbandes Südwestdeutscher Autoren zuerkannt worden.
Müller hatte mit seiner Frau Hertha Barbara, geborene Platz, fünf Kinder und besaß in Gröbenzell bei München ein Eigenheim. 1951 wurde er Präsident der Georg-Kaiser-Gesellschaft.

## Buchveröffentlichungen
- Das östliche Fenster, Roman, München 1936
- Traumherz, Roman, 1938, auch als Feldpostausgabe Dresden 1944
- Am Rande einer Nacht, Roman, 1940
- Der Stoß in Frankreichs Herz, München 1941 (mit Egid Gehring, erschienen im Franz-Eher-Verlag, dem Zentralverlag der NSDAP)
- Ich begleite einen General, 1942
- Fessel und Schwinge, Gesammelte Dramen, 1942
- Die wahrhaft Geliebte, Novelle, Dresden 1943
- Im Namen der Freiheit, Drama, 1949
- Wacht auf, Verdammte dieser Erde, Drama, 1950
- Die verlorenen Paradiese, Roman, Mannheim 1950
- Das vielbegehrte Sesselchen: Ein Jahr Geschichte einer europäischen Provinz, Roman, Mannheim 1951[6]
- Admiral Canaris, Drama, 1952[7]
- François Cenodoxus, der Doktor von Paris: Ein Schauspiel, Emsdetten 1954
- Der Renegat, Drama, 1954
- Die letzte Patrouille?: Ein Stück deutsche Geschichte, Drama, Emsdetten 1958[8]
- Die Sonne, die nicht aufging: Schuld und Schicksal Leo Trotzkis, Stuttgart 1959[9]
- Dramen des Naturalismus (Hrsg.), Emsdetten 1962
- Das Dritte Reich, seine Geschichte in Texten, Bildern und Dokumenten (Hrsg.), zwei Bände, München 1964
- Gespräche zur Weltgeschichte, Stuttgart 1965
- Die sieben Weltwunder: 5000 Jahre Kultur und Geschichte der Antike, München 1966
- Die Deutschen: Ihre Klassenkämpfe, Aufstände, Staatsstreiche und Revolutionen. Eine Chronik, München 1972

## Regiearbeiten
- 1963: Dantons Tod, zusammen mit Fritz Umgelter (SWF, nach dem Drama von Georg Büchner)